# Мејвил (Мичиген)
Мејвил (енгл. Mayville) град је у америчкој савезној држави Мичиген.

## Демографија
По попису из 2010. године број становника је 950, што је 105 (-10,0%) становника мање него 2000. године.
| Група             | 2000.         | 2010.       |
| Белци             | 1.022 (96,9%) | 901 (94,8%) |
| Афроамериканци    | 5 (0,5%)      | 5 (0,5%)    |
| Азијати           | 2 (0,2%)      | 2 (0,2%)    |
| Хиспаноамериканци | 12 (1,1%)     | 24 (2,5%)   |
| Укупно            | 1.055         | 950         |